# Dreiband-Weltmeisterschaft 1961

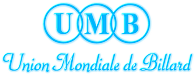
Logo UMB (ausrichtender Verband)

Veranstaltungsort: Amsterdam

Die Dreiband-Weltmeisterschaft 1961 war das 17. Turnier in dieser Disziplin des Karambolagebillards und fand vom 19. bis 23. April 1961 in Amsterdam statt. Es war nach 1930 die zweite Dreiband-Weltmeisterschaft in Amsterdam.

## Geschichte
Mit der Weltmeisterschaft 1961 in Amsterdam begann im Dreibandsport eine neue Ära. Erstmals nahm der 23-jährige Belgier Raymond Ceulemans an einer Dreiband-Weltmeisterschaft teil. Er sollte in den nächsten 40 Jahren die Dreibandszene maßgeblich prägen. Sieger wurde erstmals ein Peruaner. Adolfo Suarez gewann am Ende eines sehr ausgeglichenen Turniers den bis heute einzigen peruanischen Titel. Vor der letzten Spielrunde hatten noch 5 Spieler die Möglichkeit, den Titel zu erringen. Suarez gewann aber seine letzte Partie gegen seinen Nachfolger Raymond Ceulemans souverän mit 60:44 in 68 Aufnahmen.

## Modus
Gespielt wurde in der Finalrunde „Jeder gegen Jeden“ bis 60 Punkte.

## Abschlusstabelle

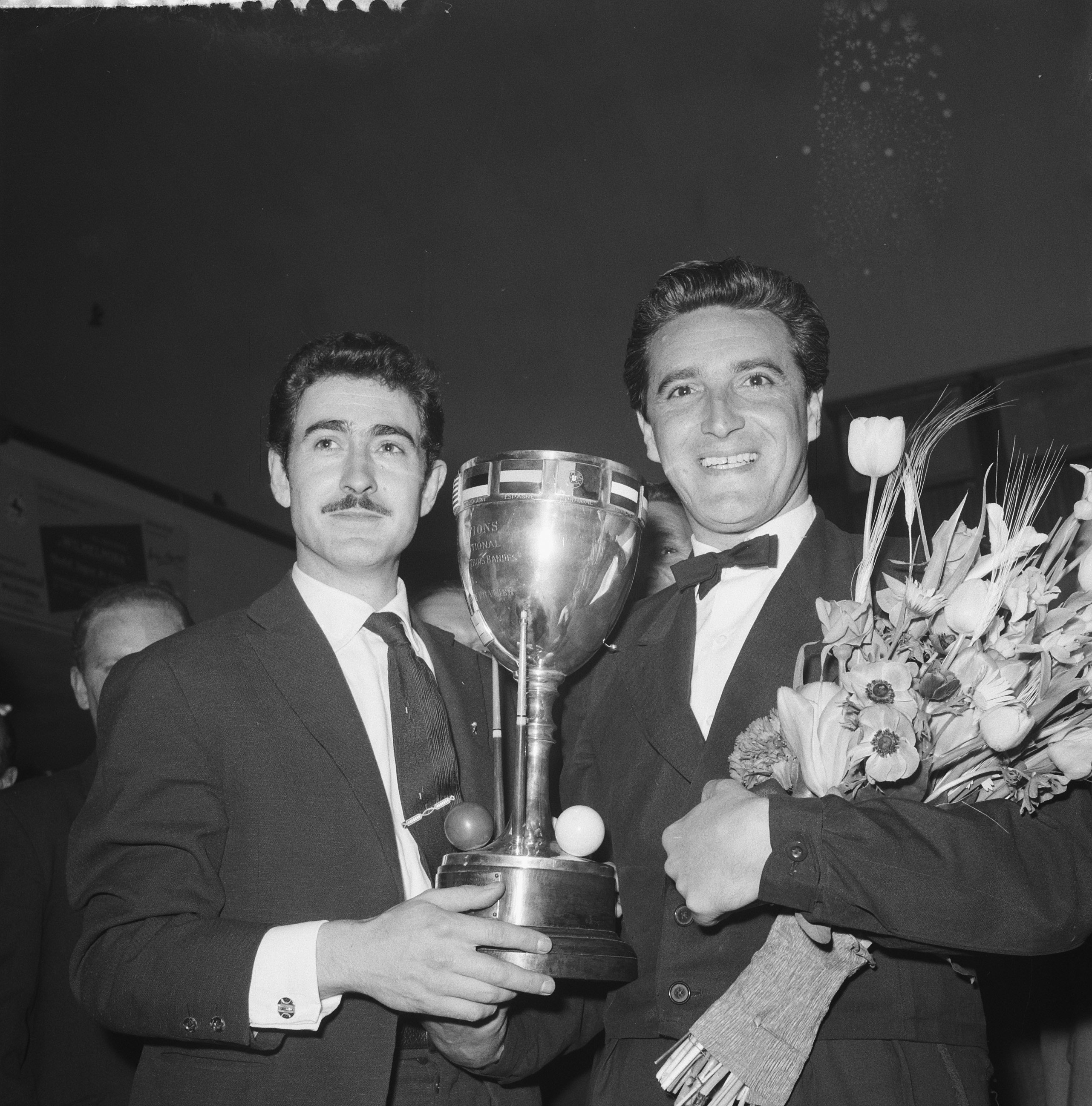
Die Finalisten:Egidio Vieira (links) und Adolfo Suarez (rechts)

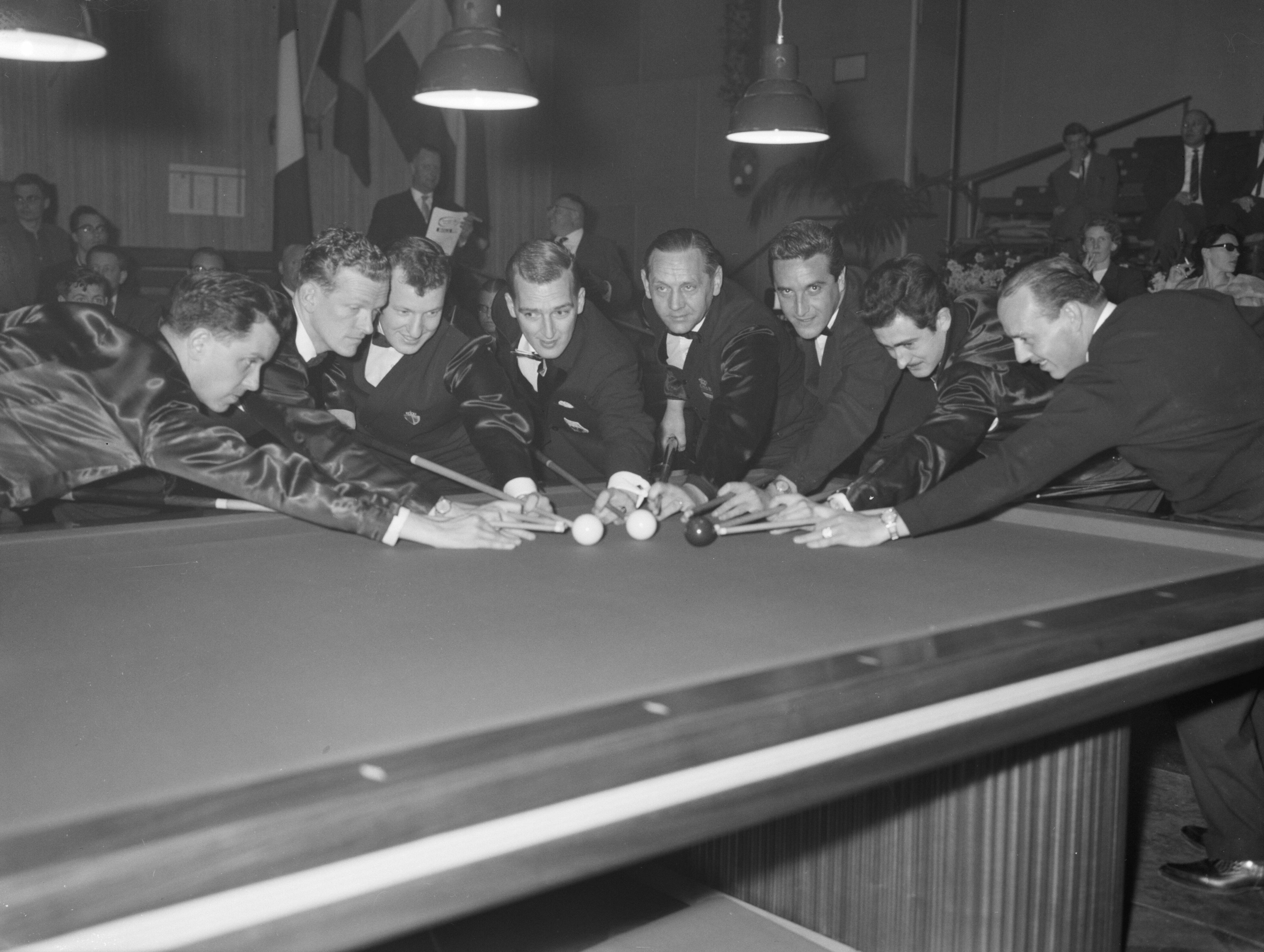
Die Teilnehmer: Sigure, de Ruiter, Ceulemans, Scherz, Teegelaar, Suarez, Vieira und Domingo (v. l. n. r.), Miró fehlt.

| MP    | Match Points (Sieger = 2; Unentschieden = 1; Verlierer = 0) |
| Pkte. | Erzielte Karambolagen                                       |
| Aufn. | Benötigte Versuche                                          |
| GD    | Generaldurchschnitt                                         |
| BED   | Bester Einzeldurchschnitt eines Spielers                    |
| HS    | Höchstserie                                                 |
|       | Bester GD des Turniers                                      |
|       | Bester ED des Turniers                                      |
|       | Beste HS des Turniers                                       |
|       | 1. Platz (Gold)                                             |
|       | 2. Platz (Silber)                                           |
|       | 3. Platz (Bronze)                                           |

| Abschlusstabelle           | Abschlusstabelle  | Abschlusstabelle | Abschlusstabelle | Abschlusstabelle | Abschlusstabelle | Abschlusstabelle | Abschlusstabelle |
| Platz                      | Name              | MP               | Pkte.            | Aufn.            | GD               | BED              | HS               |
| -------------------------- | ----------------- | ---------------- | ---------------- | ---------------- | ---------------- | ---------------- | ---------------- |
| 1                          | Adolfo Suárez     | 12:4             | 475              | 476              | 0,997            | 1,276            | 9                |
| 2                          | Egidio Vieira     | 11:5             | 453              | 565              | 0,801            | 1,153            | 6                |
| 3                          | Bernard Siguret   | 10:6             | 462              | 510              | 0,905            | 1,111            | 8                |
| 4                          | Joaquín Domingo   | 10:6             | 421              | 532              | 0,791            | 0,983            | 11               |
| 5                          | Henny de Ruijter  | 9:7              | 450              | 499              | 0,901            | 1,224            | 7                |
| 6                          | Enrique Miró      | 9:7              | 460              | 581              | 0,791            | 1,016            | 7                |
| 7                          | Raymond Ceulemans | 6:10             | 433              | 488              | 0,887            | 1,276            | 11               |
| 8                          | Johann Scherz     | 5:11             | 447              | 500              | 0,894            | 1,000            | 8                |
| 9                          | Bert Teegelaar    | 0:16             | 381              | 513              | 0,742            | –                | 8                |
| Turnierdurchschnitt: 0,853 |                   |                  |                  |                  |                  |                  |                  |